# Gordon Strachan
Gordon David Strachan (OBE) (født 9. februar 1957 i Edinburgh, Skotland) er en tidligere skotsk fodboldspiller (midtbane) og senere manager, der er manager for Skotlands landshold, som han også selv repræsenterede som aktiv. Han har både spillet for og trænet adskillige klubber i Skotland og England, og har vundet både det skotske og engelske mesterskab. Han er desuden medlem af Scottish Football Hall of Fame.

## Aktiv karriere
Strachan startede sin karriere i hjemlandet, hvor han først spillede for Dundee F.C. og senere Aberdeen. Hos Aberdeen var han en del af klubben succesfulde periode under Alex Ferguson, hvor holdet vandt to skotske mesterskaber, tre FA Cup-titler samt Pokalvindernes Europa Cup. Efter næsten 200 ligakampe for klubben blev han i 1984 solgt til engelske Manchester United for en pris på 500.000 britiske pund.
Hos United blev Strachan i 1986 genforenet med Alex Ferguson, og var tilknyttet klubben frem til 1989. I sin første sæson blev det til triumf i FA Cuppen efter finalesejr over Everton, men ellers var perioden i slut-80'erne ikke en succesfuld periode for klubben. Han skiftede i 1989 til Leeds United i den næstbedste række for 300.000 britiske pund, og hjalp året efter holdet til oprykning til den bedste række. I 1992 var han en del af holdets overraskende guldsæson i ligaen, året før den skiftede navn til Premier League. Efter hele seks år hos Yorkshire-klubben sluttede han karrieren af med to sæsoner hos Coventry City.
Strachan spillede desuden 50 kampe og scorede fem mål for det skotske landshold. Hans første landskamp var et opgør mod Nordirland 16. maj 1980, hans sidste en venskabskamp mod Finland 25. marts 1992.
Han repræsenterede sit land ved både VM i 1982 i Spanien og VM i 1986 i Mexico. Han spillede alle skotternes kampe ved begge turneringer.

## Trænerkarriere
Efter at have afsluttet sin aktive karriere har Strachan gjort karriere som manager. Efter i en årrække at have stået i spidsen for sin sidste klub som aktiv, Coventry i fem sæsoner, gik turen i 2001 til Southampton. Her førte han klubben frem til FA Cup-finalen i 2003, som dog blev tabt med 1-0 til Arsenal. Han forlod klubben i 2004.
Efter 16 måneders pause overtog han i 2005 ansvaret hos den skotske storklub Celtic fra Glasgow. Han var manager for klubben de følgende fire sæsoner, og hjalp klubben til tre skotske mesterskaber i træk. I Champions League-sammenhæng var succesen dog mere begrænset for Celtic under Strachans ledelse, og man blev blandt andet besejret af FC København i gruppespillet i 2006 og af AaB i gruppespillet i 2008. Det var også under Strachans ledelse, at Celtic købte danskeren Thomas Gravesen fra Real Madrid. Efter at det ikke lykkedes Celtic at vinde mesterskabet for fjerde år i træk i 2009 trak Strachan sig som klubbens manager.
Efter et skuffende ophold på godt ét år hos engelske Middlesbrough var Strachan i tre år uden job, inden han den 15. januar 2013 blev præsenteret som ny manager for det skotske landshold.

## Titler

### Titler som spiller
Skotsk mesterskab
- 1980 og 1984 med Aberdeen

Skotsk FA Cup
- 1982, 1983 og 1984 med Aberdeen

Pokalvindernes Europa Cup
- 1983 med Aberdeen

UEFA Super Cup
- 1983 med Aberdeen

Engelsk mesterskab
- 1992 med Leeds United

Engelsk FA Cup
- 1985 med Manchester United

### Titler som manager
Skotsk mesterskab
- 2006, 2007 og 2008 med Celtic

Skotsk FA Cup
- 2007 med Celtic

Skotsk Liga Cup
- 2006 og 2009 med Celtic